# C'est Bleu
C'est Bleu je skladba německé skupiny Scooter z alba The Big Mash Up z roku 2011. Jako singl vyšla píseň v roce 2011.

## Seznam skladeb
1. C'est Bleu (Radio Mix) - (3:11)
2. C'est Bleu (Dubstyle Mix) - (4:32)
3. C'est Bleu (Extended Mix) - (6:01)